# Eddie Murphy (acteur)

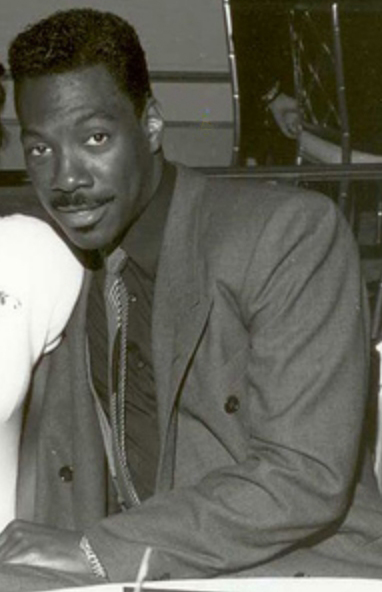
Murphy in 1988

Edward Regan (Eddie) Murphy (Brooklyn (New York), 3 april 1961) is een Amerikaanse filmacteur, stand-upcomedian en zanger.

## Carrière
Murphy begon zijn carrière als stand-upcomedian. Zijn bekendste stand-up shows, Delirious (1983) en Raw (1987), zijn uitgebracht op VHS en dvd.
Murphy speelt over het algemeen rollen met een komische inslag. In een aantal films speelt hij verscheidene rollen naast een hoofdrol.
Hij begon zijn televisiecarrière bij NBC's Saturday Night Live-televisieshow. Vanaf het begin van de jaren tachtig legde hij zich toe op het acteren in (min of meer) komische films. Met zijn eerste filmrollen in 48 Hrs. en Trading Places brak hij reeds door. Daarna volgden de succesvolle Beverly Hills Cop films en Coming to America.
In 1985 had Murphy een hit met het nummer Party All the Time, dat in Nederland echter geen notering haalde. Eind jaren tachtig en begin jaren negentig nam zijn populariteit af; hij maakte echter een comeback met de film The Nutty Professor, een remake van de gelijknamige film van Jerry Lewis uit 1963.
Murphy is eveneens een veelzijdig stemacteur; zo is hij de stem van de ezel in de animatiefilmreeks Shrek en sprak hij de stem in van de Chinese draak in Disneys Mulan.
Zijn hit Party All the Time werd in 2006 opnieuw een hit door een remix van houseproducer Sharam. Deze single werd in 2024 opnieuw geremixt door Adam Beyer, Layton Giordani en Green Velvet.
In 2013 bracht hij, sinds jaren, weer een nieuwe single uit genaamd Red Lights. Daarna kwamen nog Promise (You Won't Break My Heart), Temporary en Oh Jah Jah uit. Hij werkt aan een nieuwe album genaamd 9.

## Privéleven
Murphy had sinds 1988 een relatie met Nicole Mitchell. Ze trouwden op 18 maart 1993. Samen kregen ze vijf kinderen, vier dochters en een zoon. In 2005 vroeg het echtpaar de scheiding aan, die op 17 april 2006 definitief werd. Uit eerdere relaties met Paulette McNeely en Tamara Hood had hij al twee zonen.
In 2006 had hij kortstondig een relatie met zangeres Melanie Brown. Ze raakte in verwachting, maar in december 2006 ontkende Murphy in een interview met de Nederlandse journalist Matthijs Kleyn dat hij de vader was door te zeggen: "I don't know whose child that is until it comes out and has a blood test. You shouldn't jump to conclusions, sir." Op 3 april 2007, Murphy's verjaardag, beviel ze van een dochter. Twee maanden later werd middels een DNA-test bewezen dat Murphy wel degelijk de vader van het meisje is.
Murphy trouwde op 1 januari 2008 op het eiland Bora Bora met Tracey Edmonds. Twee weken later werd bekend dat ze niet legaal getrouwd waren. Hoewel het echtpaar van plan was om alsnog voor de wet te trouwen, werd op 17 januari 2008 bekend dat ze uit elkaar gingen.
Hij trouwde op 9 juli 2024 met Paige Butcher, met wie hij sinds 2012 samen is en twee kinderen heeft.

## Discografie

### Muziek
- How Could It Be (1985)
- So Happy (1989)
- Love's Alright (1993)

### Stand-upcomedy
- Eddie Murphy (1982)
- Eddie Murphy: Comedian (1983)
- Eddie Murphy Delirious (1983)

### Compilaties
- Greatest Comedy Hits (1997)
- All I "$%*@*#" know (1998)

- Bibsys: 90855022
- Biblioteca Nacional de España: XX1109324
- Bibliothèque nationale de France: cb13935855f (data)
- Catàleg d'autoritats de noms i títols de Catalunya: 981058511405906706
- CiNii: DA10421708
- Gemeinsame Normdatei: 118928554
- International Standard Name Identifier: 0000 0001 1476 6355
- Library of Congress Control Number: n84151471
- Nationale Bibliotheek van Letland: 000343737
- MusicBrainz: 98744f0b-20fc-4bb2-9ac4-e2041058911f
- Nationale Bibliotheek van Tsjechië: xx0043298
- Nationale bibliotheek van Australië: 35809738
- Nationale Bibliotheek van Israël: 987007330031405171
- Nationale Bibliotheek van Polen: a0000001225911
- Nederlandse Thesaurus van Auteursnamen: 071650806
- SNAC: w6sf3rwb
- Système universitaire de documentation: 075915642
- Trove: 1097549
- Virtual International Authority File: 85574224
- WorldCat: E39PCjCRhF9DdVyRrmHxcBd8yb